# Rodalies Barcelona

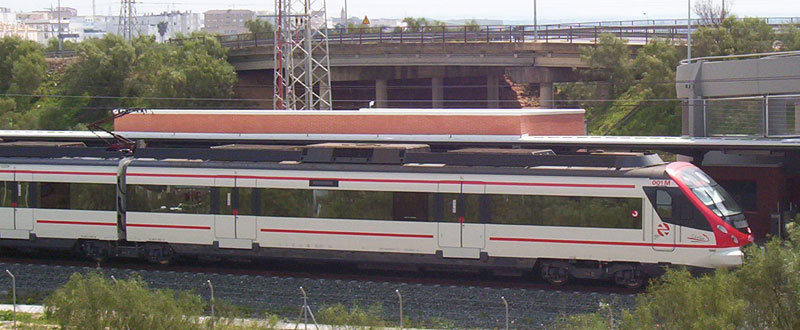
Een Rodalies-trein

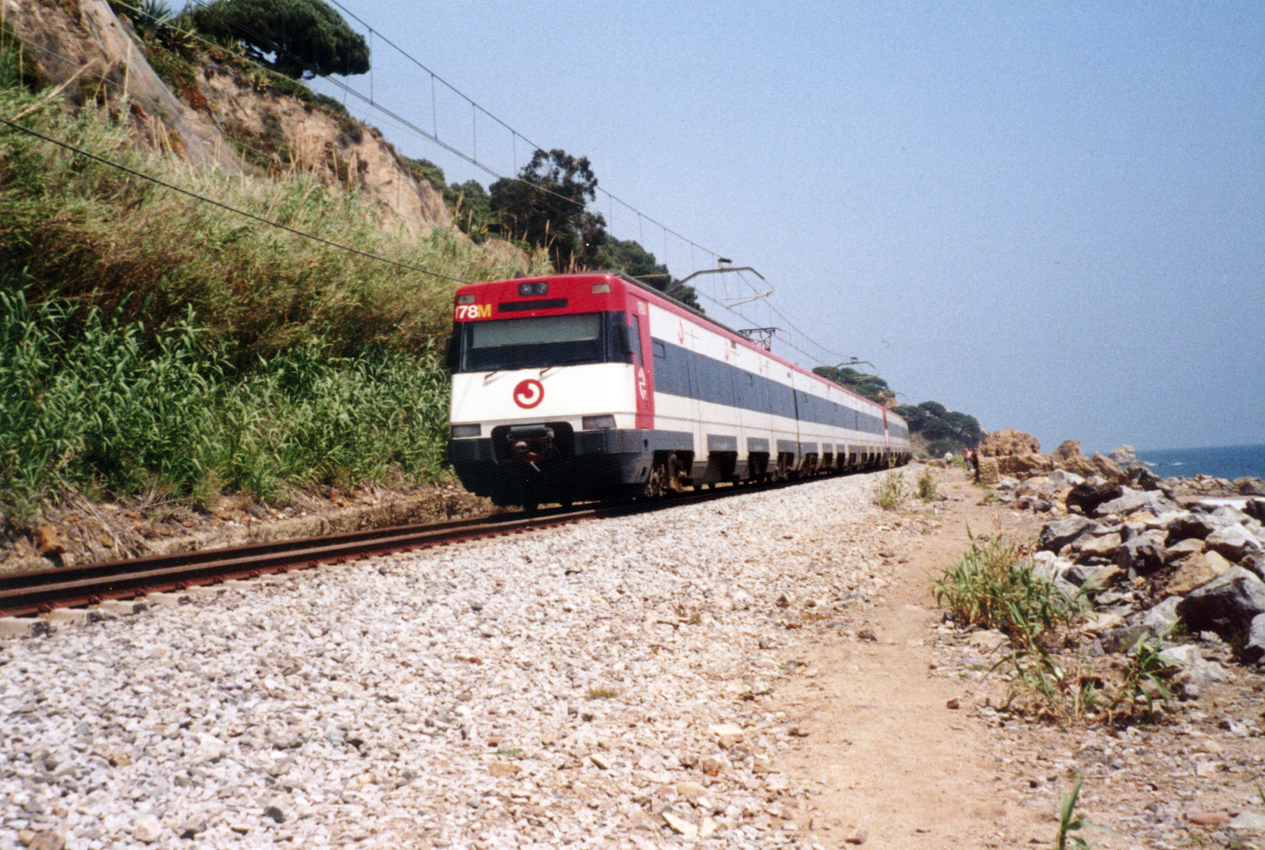
Rodalies-trein tussen Calella en Sant Pol de Mar

Rodalies Barcelona is een voorstadstreindienst in Barcelona, de metropool Barcelona en de rest van de provincie Barcelona.
De dienst bestaat uit 13 lijnen. Zes daarvan zijn van de Renfe Operadora en zeven zijn van de FGC, een bedrijf dat eigendom is van de Generalitat de Catalunya. In de toekomst zal FGC de enige zijn die op het netwerk zal rijden. Het gehele netwerk en prijssysteem, is verdeeld in zes concentrische gebieden met als centrum het station Barcelona Sants. Rodalies' treinen hanteren dezelfde tariefstructuur als de metro van Barcelona en andere soorten van OV in de stad. De Rodalies delen ook stations met de metro en rijden voor het overgrote deel ondergronds in Barcelona en haar omringende gemeenten.

## RENFE-lijnen
De namen van de lijnen zijn, in tegenstelling tot de Cercanías-lijnen in andere Spaanse regio's, genummerd met de letter R. De R komt van de Catalaanse naam 'Rodalies' voor deze dienst.

## Lijnen vanRenfe Operadora
| lijnen | Route |
|        | Molins de Rei - L'Hospitalet de Llobregat - Mataró - Arenys de Mar - Calella - Blanes - Maçanet-Massanes                                                   |
|        | Aeroport - Granollers Centre - Sant Celoni - Maçanet-Massanes                                                                                              |
|        | Castelldefels - Granollers Centre |
|        | Sant Vicenç de Calders - Vilanova i La Geltrú - Castelldefels - Estació de França                                                                          |
|        | L'Hospitalet de Llobregat - Granollers Canovelles - La Garriga - Vic - Ripoll - Ribes de Fresser - Puigcerdà - La tor de Querol (Voormalige Regionale Ca5) |
|        | Sant Vicenç de Calders - Vilafranca del Penedès - Martorell - L'Hospitalet del Llobregat - Sabadell - Terrassa - Manresa                                   |
|        | Sant Andreu Arenal - Cerdanyola Universitat |
|        | Martorell - Granollers Centre (door Cerdanyola Universitat)                                                                                                |

Alle Rodalies lijnen, behalve de R7 en R8, gebruiken een van de twee spoortunnels onder de stad en bedienen het station Barcelona Sants.

## Lijnen van deFGC
FGC zal de enige maatschappij worden die gaat rijden met Rodalies, maar beheert er tegenwoordig maar twee. Maar FGC beheert ook eigen stoptreinlijnen die bekendstaan als S- of suburban-lijnen, die beschreven zijn in hun eigen artikel.

### Lijnen Barcelona-Vallés
| Lijnen | Route                                                         |
|        | Barcelona-Plaça Catalunya - Sant Cugat - Terrassa-Rambla      |
|        | Barcelona-Plaça Catalunya - Sant Cugat - Sabadell-Rambla      |
|        | Barcelona-Plaça Catalunya - Sant Cugat - Rubí                 |
|        | Barcelona Plaça Catalunya - Sant Cugat - Universitat Autónoma |

### Lijnen Llobregat-Anoia
| Lijnen | Route                                                                                               |
|        | Barcelona-Plaça Espanya - Can Ros                                                                   |
|        | Barcelona-Plaça Espanya - Martorell Enllaç - Olesa de Montserrat                                    |
|        | Barcelona-Plaça Espanya - Martorell Enllaç                                                          |
|        | Barcelona-Plaça Espanya - Martorell Enllaç - Aeri de Montserrat - Monistrol de Montserrat - Manresa |
|        | Barcelona-Plaça Espanya - Martorell Enllaç - Igualada                                               |
|        | Barcelona-Plaça Espanya - Martorell Central - Aeri de Montserrat - Manresa (semi-directe)           |
|        | Barcelona-Plaça Espanya - Martorell Central - Igualada (semi-directe)                               |

## Rollend materieel
- 463, 464, 565 series
- 447 series
- 440 series

## Vertragingen en andere incidenten
Renfe Operadora heeft lange tijd kritiek op de dienstverlening gehad als gevolg van vertragingen, uitval en andere incidenten, die gedeeltelijk samenhingen met de aanleg van de hogesnelheidslijn (AVE) rond Barcelona. Het bedrijf heeft daarom Devolución XPRESS geïntroduceerd, een service die het voor passagiers makkelijker maakt om geld terug te vragen bij vertragingen van meer dan 15 minuten. Ook het Spaanse ministerie van Verkeer heeft een groter budget beschikbaar voor het verbeteren van de railinfrastructuur in Barcelona.